# مندر

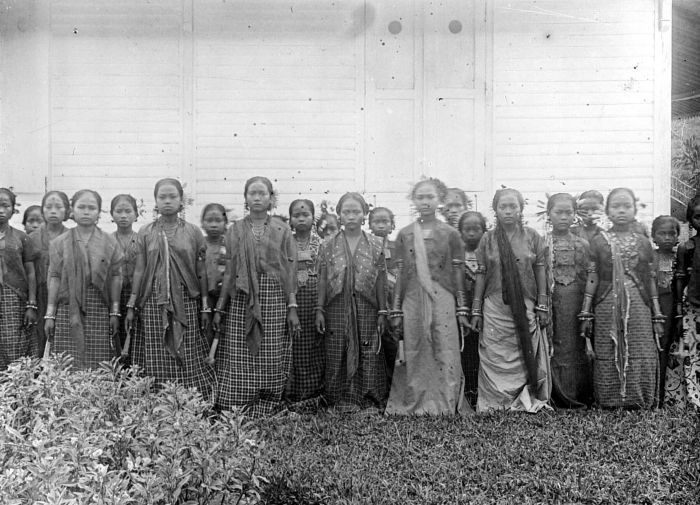

قبيلة مندر أو شعب مندر ( بالانجليزية: Mandarese people) جماعة عرقية تعيش في محافظة سولاوسي وتحديدا في جنوب سولاوسي التابعة لدولة اندونيسيا.